# 浮顶式储油罐
浮頂式儲油罐簡稱浮頂罐，為儲油罐重要的一個類別，主要因其設計有一個能「貼浮」在油面上，並隨儲罐內油位升降的「浮頂裝置」而區別於無該裝置的普通固定頂油罐。浮頂式儲油罐分為，內浮頂式和外浮頂式兩種，因浮盤的靈活上下可以貼近液面從而大大減少液面上方的氣體空間，因而可以大幅降低所儲存物料的蒸發損耗。該種儲罐被廣泛運用於諸如：汽油、航空煤油、柴油等輕質油品和原油的倉儲。

## 结构及部件

### 基本部件
与普通油罐相类似，浮顶罐的构成亦包括以下几个主要的基本部件：
- 储罐基础：将储罐的负载传递至土壤的中间层，自下而上一般依次为：素土层、灰土层、砂垫层和沥青砂垫层；
- 底板：通过钢板焊接铺设在罐底部，作用为传递油品和罐体作用下的重量，一般厚度在0.5－1.2cm ；
- 罐壁：由若干圈状板对接成为一层，若干层再焊接成为油罐的周边主体结构，层与层之间主要采取：交互式、套筒式、对接式及混合式等几种方法连接。[2]

### 浮顶
浮顶是浮顶式储油罐关键的核心部件，分为“外浮顶”和“内浮顶”两种类型。外浮顶油罐有一个浮盘覆盖在油品的表面，并随油品液位升降，由于浮盘和油面之间几乎没有气体空间，因此可以大大降低所储存油品的蒸发损耗；内浮顶即在浮顶之上还有一个固定的顶盖，可以使浮顶本身避免遭受风吹雨淋，确保浮顶下所储油料的品质。
浮顶由于是“漂浮”在所处液体液面上的顶盖，因此密封性能至关重要，浮盘主要采用弹性填料，同时在周边用压条与罐壁压紧，并用螺栓与浮盘固定。浮盘跟随液面升降，降低到一定位置（大约：1.8m左右)之后，则有支柱撑住浮盘使其保持位置。

### 附属设施
浮顶储油罐有一些特有的附属设备以保证其使用正常：
- 浮顶自动通气阀：平衡气压，保证在浮顶被撑住后，油料能顺利进出油罐；
- 通气孔：内浮顶罐的顶盖配备，使内浮顶与上层顶盖之间的气体与大气保持气压平衡，保证内浮顶的正常升降；
- 静电消除装置：浮顶的周边和罐壁间容易积聚静电而发生起火危险，因而在浮盘上安装一根导线直通罐顶以消除浮盘升降摩擦所产生的静电。[5]

## 特点及适用性

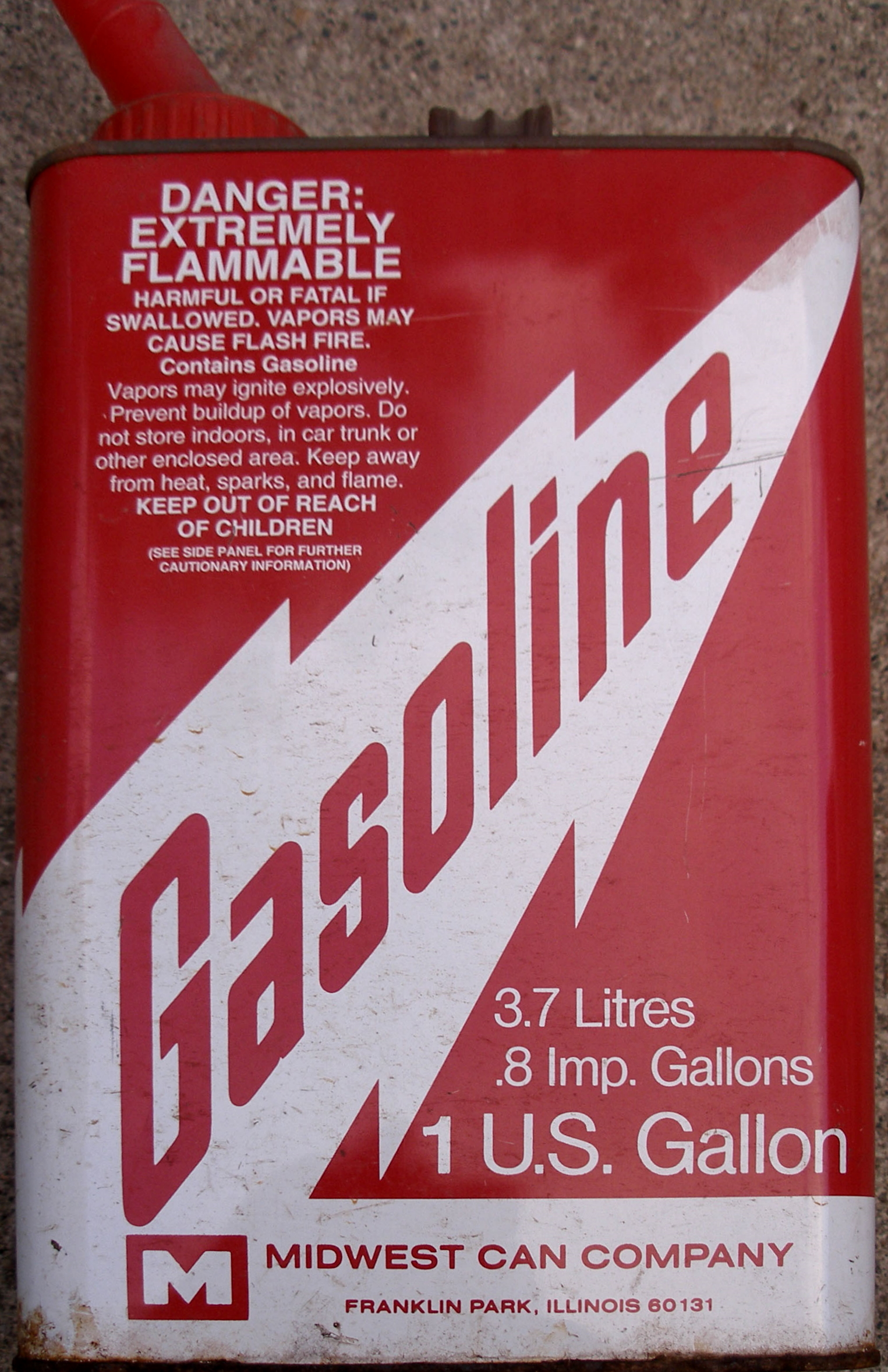
汽油的挥发性强，一般使用浮顶式储油罐储存

由于加入了浮顶及其相关部件，所以浮顶罐的建造成本高于普通的拱顶罐，但因其能降低所储存油料的蒸发损耗而可以得到补偿，特别对于收發油作业较为繁忙，油料蒸发损耗较为明显的油库及中转站而言，使用浮顶式储油罐的经济效益更佳。
另一方面，由于诸如：汽油、航空煤油等轻质油在含水量、含硫量等质量方面的要求较严格，因而使用“内浮顶油罐”不仅能大幅降低损耗，也能有效保证所储油料的品质。